# Cold Case – Kein Opfer ist je vergessen
Cold Case – Kein Opfer ist je vergessen ist eine US-amerikanische Krimiserie, die von 2003 bis 2010 ausgestrahlt wurde. Sie wurde von Meredith Stiehm entwickelt, Executive Producer waren Jerry Bruckheimer und Shaun Cassidy. Im Zentrum stehen Polizisten, die zu den Akten gelegte Kriminalfälle lösen (daher der Titel, der englische Ausdruck Cold Case bezeichnet einen ungeklärten, zu den Akten gelegten Kriminalfall). Schauplatz der Serie ist die Stadt Philadelphia im US-Bundesstaat Pennsylvania. Die Produktion der Serie wurde am 18. Mai 2010 von CBS eingestellt.

## Handlung
Jede Episode beginnt mit einer Rückblende, die den Zuschauer in das Jahr des Verbrechens führt. Meist werden einige Figuren in einer zu Anfang alltäglichen Situation vorgestellt. Gleich danach wird die Leiche des Opfers und ihr Fundort gezeigt, wobei das Opfer meistens eine der Personen ist, die in der vorherigen Situation gezeigt wurde. Anschließend springt die Handlung in die Gegenwart. Meist durch einen Zufall werden die Ermittler der Philadelphia-Mordkommission durch neue Beweisstücke oder Indizien auf den zurückliegenden, ungeklärten Kriminalfall aufmerksam. Es kommt auch vor, dass sich alte Zeugen plötzlich entschließen, eine Aussage zu machen oder Leichenteile gefunden werden. Jene neuen Anhaltspunkte geben den Ermittlern Grund, die Fälle wieder aufzunehmen.
Zu diesem Zwecke werden oft die Freunde, Familienmitglieder, Mitarbeiter usw. des Opfers besucht, mit den neuen Anhaltspunkten konfrontiert und befragt. Einige der Befragten waren möglicherweise bereits in der Rückblende zu sehen. In den meisten Fällen gelingt es den Ermittlern, den Täter zu überführen und festzunehmen. Am Ende fast jeder Episode bezeichnen die Ermittler einen weißen Karton, in dem die Beweisstücke aufbewahrt werden, mit dem Wort „Closed“ und schließen so den Fall. Außerdem erscheint einem der Beteiligten, meistens Lilly Rush, eine Vision des Opfers, untermalt von emotionaler Musik.
Als Nebenhandlungen werden dem Zuschauer die Privatleben der Ermittler näher gebracht. Zum Beispiel erfährt man, dass eine langjährige Lebensgefährtin von Scotty Valens psychisch krank ist und Lilly Rush mit einer alkoholkranken Mutter aufgewachsen ist.
Die Serie verbindet die Genres Krimi und Drama. Das Schicksal der Mordopfer und auch der Angehörigen wird besonders herausgestellt. Die Menschen werden gezeigt, wie sie heute leben, dann, in einer Überblende, wie sie zum damaligen Zeitpunkt aussahen. Cold Case verzichtet weitgehend auf Actionszenen, selbst in den Rückblenden, die den Mord zeigen. Oft wird in der Serie auch auf gesellschaftliche Probleme eingegangen, z. B. auf Rassismus oder Diskriminierung von Homosexuellen.
Die in der Serie verwendete Musik besteht fast durchgehend aus Rock und Popsongs. Wie auch bei den anderen TV-Produktionen von Jerry Bruckheimer erfolgte damit eine konsequente Abkehr von einer sinfonisch oder orchestral dominierten Filmmusik aus Streichern, Blasinstrumente, Chorgesang und Klavier. In den historischen Rückblenden wird die jeweilige, zeitgenössische Musik aus Jazz, Blues, Country und Rock verwendet.

## Figuren

### Hauptfiguren

#### Lilly Rush
Senior Detective. Sie stammt aus armen Verhältnissen. Ihre Mutter ist Alkoholikerin. Ihr Verhältnis zu ihrer Schwester ist gespalten, da diese mit ihrem Verlobten Patrick ein Verhältnis hatte. Sie denkt logisch und hat die nötige Empathie, um sich in die Hinterbliebenen hineinzuversetzen.

#### Scott „Scotty“ Valens
Senior Detective. Der aus Puerto Rico stammende Valens wird Rushs Partner, nachdem Chris Lassing die Abteilung verlassen hat. Seine schizophrene Freundin Elisa, die er seit seiner Jugend kennt, begeht während der zweiten Staffel Selbstmord. Danach hat er eine Affäre mit Rushs Schwester Christina. In der vierten Staffel verliebt sich Scotty in den Anwalt Alexandra Thomas. Obwohl er zu Anfang ein Hitzkopf ist, kühlt sich sein Gemüt im Laufe der Serie ab und er und Rush werden ein eingespieltes Team. Außerdem trat er in einer Episode der dritten Staffel von CSI: NY auf.

#### John Stillman
Lieutenant und Leiter der Cold-Case-Abteilung. Er ist Rushs direkter Vorgesetzter und füllt außerdem die Rolle eines väterlichen Freundes aus. Er lebt in Scheidung von seiner Frau, die es ihm nicht verzeihen konnte, dass er seinen Beruf seinem Privatleben vorzuziehen scheint. Auch das Verhältnis zu seiner erwachsenen Tochter ist angespannt. Stillman diente als Soldat im Vietnamkrieg.

#### Nick Vera
Senior Detective. Nick Vera ist Rushs Kollege, der vor allem dann zum Einsatz kommt, wenn es darum geht, eine Zeugenaussage zu bekommen. Er ist aufbrausend. Während der zweiten Staffel wird deutlich, dass er eine problematische Ehe führt und vermutlich eine Affäre hat.

#### Will Jeffries
Senior Detective. Der eher zurückhaltende Will Jeffries ist am längsten in Rushs Abteilung tätig. Er hält meistens Informationen über weiter zurückliegende Fälle bereit und während der zweiten Staffel wird bekannt, dass er eine drogenabhängige Nichte hatte, die an AIDS starb. Des Weiteren ist bekannt, dass Wills Frau bei einem Verkehrsunfall ums Leben kam. Dies war in der 3. Staffel in Episode 3 kurz zu sehen.

#### Kat Miller
Junior Detective. Die ehemalige Drogenfahnderin Kat Miller, die in ihrer Abteilung gute Arbeit geleistet hat, lieferte der Mordkommission wichtige Hinweise. Lt. Stillman, der von ihrer Arbeit beeindruckt ist, bietet Miller einen Platz im Team an, um so zum Philadelphia Homicide Squad zu wechseln. Nach einigem Zögern willigt sie ein und ist inzwischen ein wertvolles Mitglied für das Team. Außerdem ist sie Mutter einer Tochter, Veronica.

#### Chris Lassing
Junior Detective. Er war Rushs erster Partner und verließ die Abteilung nach Episode vier der ersten Staffel. Sein Nachfolger wurde Scotty Valens.

### Nebenfiguren
Jason KiteSeinen ersten Auftritt hat er in der sechsten Episode der ersten Staffel. Rush und er arbeiten nicht in derselben Abteilung, haben aber beruflich miteinander zu tun. Daraus wird bald Liebe. Sie haben ein Verhältnis, bis sich Jason von ihr trennt, da für Rush die Arbeit an erster Stelle steht.
Joseph ShawEr hat seinen ersten Auftritt in der 23. Episode der dritten Staffel und ist in der vierten Staffel in weiteren Folgen zu sehen. Er ist Beratungslehrer an einem Jugend-Rehabilitierungszentrum für Drogensüchtige und soll in einem wichtigen Fall eine Zeugenaussage machen, wird aber erschossen. Kurze Zeit später benutzt jemand seine Kreditkarte, wodurch Rush herausfindet, dass Joseph seinen Tod nur vorgetäuscht hat. Beide gehen eine Beziehung ein, die genauso endet wie die zu Jason Kite.

## Besetzung
Die deutsche Synchronisation entstand unter der Dialogregie und dem Dialogbuch von Bernd Rumpf im Auftrag der Synchronfirma Cinephon in Berlin.
| Rolle              | Schauspieler     | Synchronsprecher | Hauptrolle (Episoden) | Nebenrolle (Episoden)                   |
| ------------------ | ---------------- | ---------------- | --------------------- | --------------------------------------- |
| Det. Lilly Rush    | Kathryn Morris   | Bettina Weiß     | 1x01–7x22             |                                         |
| Lt. John Stillman  | John Finn        | Jan Spitzer      | 1x01–7x22             |                                         |
| Det. Nick Vera     | Jeremy Ratchford | Lutz Schnell     | 1x01–7x22             |                                         |
| Det. Will Jeffries | Thom Barry       | Axel Lutter      | 1x01–7x22             |                                         |
| Det. Chris Lassing | Justin Chambers  | Viktor Neumann   | 1x01–1x02, 1x04       |                                         |
| Det. Scotty Valens | Danny Pino       | Norman Matt      | 1x06–7x22             |                                         |
| Det. Kat Miller    | Tracie Thoms     | Heide Domanowski | 3x13–7x03, 7x07–7x22  | 3x08–3x10, 3x12                         |
| Christina Rush     | Nicki Aycox      | Dascha Lehmann   |                       | 2x09–2x21, 7x21–7x22                    |
| Jason Kite         | Josh Hopkins     | Nicolas Böll     |                       | 1x06–1.23, 2x01                         |
| Det. Josie Sutton  | Sarah Brown      | Vera Teltz       |                       | 3x01–3x05                               |
| Joseph Shaw        | Kenny Johnson    | Markus Pfeiffer  |                       | 3x23, 4x01–4x05                         |
| Frankie Rafferty   | Tania Raymonde   | Julia Meynen     |                       | 6x09–6x22                               |
| Eddie Saccardo     | Bobby Cannavale  | Matti Klemm      |                       | 5x16, 5x18, 6x01, 6x03, 7x03, 7x07–7x08 |
| Paul Cooper        | Raymond J. Barry | Reinhard Kuhnert |                       | 6x11–6x23, 7x11                         |
| Tim Hudson ´78     | Adam Powell      | Steffan Drotleff |                       | 7x18, 7x19                              |

## Kameratechnik
Es wird mit vielen Bildfiltern und Tönungen gearbeitet. So erscheint die Gegenwart meist in einer leicht hellblauen Tönung, die zusammen mit der seriösen Kleidung der Ermittler einen kühlen oder sogar sterilen Eindruck vermittelt. Dieses helle, bläuliche Licht erzeugt keine Action, sondern strahlt Ruhe aus. Die in der Vergangenheit spielenden Szenen (bzw. kurze Darstellungen damals Beteiligter als jüngeres Alter Ego in der Gegenwart) dagegen werden in zeitgenössischer Qualität gezeigt und/oder mit einer zur damaligen Szenerie passenden Farbtönung versehen.

## Titelmusik
Der Titel Nara des ersten Albums Unearthed der US-amerikanischen Musikgruppe E.S. Posthumus dient als Titellied der Fernsehserie.

## DVD-Veröffentlichung und rechtliche Probleme
Cold Case gehört zu den wenigen erfolgreichen TV-Serien, die bisher nicht auf DVD erhältlich sind. Die Gründe dafür sind rechtliche Probleme bezüglich der verwendeten Musik. Jede Episode enthält mehrere Titel verschiedener Interpreten. Für eine Ausstrahlung im Fernsehen müssen die Rechte der verwendeten Musikstücke nicht vollständig gekauft werden, beim Erscheinen auf DVD allerdings schon.

## Adaption
2016 wurde bekanntgegeben, dass eine japanische Adaption der Serie gedreht wird. Die Serie wird von der Pay-TV-Gruppe WOWOW und Warner Bros. International Television Production produziert und soll ab Oktober 2016 ausgestrahlt werden. Die Regie führt Takafumi Hatano, Kameramann ist Yamada Kosuke. Die Sendung wird in einer 4K-Auflösung gedreht und ausgestrahlt werden.